# Drenovec, Črnomelj
Drenóvec je naselje v Sloveniji.

## Geografija
Pomembnejši bližnji naselji sta Vinica (1 km) in Črnomelj (17 km).